# Цзян'ю
Цзян'ю (кит. спр. 江油市, піньїнь: Jiāngyóu Shì) — місто-повіт в східнокитайській провінції Сичуань, складова міста Мяньян.

## Географія
Цзян'ю розташовується на південь від гірського пасма Лунменьшань.

### Клімат
Місто знаходиться у зоні, котра характеризується вологим субтропічним кліматом. Найтепліший місяць — липень із середньою температурою 25.9 °C (78.6 °F). Найхолодніший місяць — січень, із середньою температурою 5.6 °С (42.1 °F).
| Клімат Цзян'ю           | Клімат Цзян'ю | Клімат Цзян'ю | Клімат Цзян'ю | Клімат Цзян'ю | Клімат Цзян'ю | Клімат Цзян'ю | Клімат Цзян'ю | Клімат Цзян'ю | Клімат Цзян'ю | Клімат Цзян'ю | Клімат Цзян'ю | Клімат Цзян'ю | Клімат Цзян'ю |
| Показник                | Січ.          | Лют.          | Бер.          | Квіт.         | Трав.         | Черв.         | Лип.          | Серп.         | Вер.          | Жовт.         | Лист.         | Груд.         | Рік           |
| Середній максимум, °C   | 9,1           | 10,6          | 15,7          | 21,2          | 25,5          | 27,7          | 29,3          | 29,3          | 24,4          | 20            | 14,8          | 10,5          | 19,8          |
| Середня температура, °C | 5,6           | 7,3           | 11,9          | 17,1          | 21,6          | 24,2          | 25,9          | 25,8          | 21,6          | 17,3          | 11,9          | 7             | 16,4          |
| Середній мінімум, °C    | 0,9           | 2,8           | 6,8           | 11,4          | 16            | 19,1          | 21            | 20,5          | 17,3          | 13,1          | 7,4           | 2,5           | 11,6          |
| Норма опадів, мм        | 6.3           | 9.1           | 20.7          | 48.7          | 81.6          | 116.4         | 231.3         | 203.3         | 148           | 44.4          | 17.1          | 4.9           | 931.8         |
| Днів з опадами          | 6,9           | 6,7           | 9,8           | 12,6          | 14,7          | 14,7          | 15            | 13,3          | 16,1          | 15,6          | 9,5           | 6,6           | 141,5         |
| Вологість повітря, %    | 75            | 73.1          | 71.3          | 71.3          | 71.7          | 75            | 79            | 77.4          | 81.2          | 81.5          | 79.5          | 78.1          | 76.2          |
| ----------------------- | ------------- | ------------- | ------------- | ------------- | ------------- | ------------- | ------------- | ------------- | ------------- | ------------- | ------------- | ------------- | ------------- |
| Джерело: Weatherbase    |               |               |               |               |               |               |               |               |               |               |               |               |               |